# Servi Corneli Dolabel·la Petronià
Servi Corneli Dolabel·la Petronià (en llatí: Servius Cornelius Dolabella Petronianus), va ser un magistrat i senador romà. Era fill de Corneli Dolabel·la i de Petrònia. Formava part de la gens Cornèlia i era de la família dels Dolabel·la.
L'any 86 va ser cònsol ordinari amb l'emperador Domicià. Aquell mateix any va ser membre dels Fratres Arvales.